# Henri Félix Emmanuel Philippoteaux
Pour les articles homonymes, voir Philippoteaux.
Henri Félix Emmanuel Philippoteaux dit Félix Philippoteaux né le 3 avril 1815 à Paris et mort le 8 novembre 1884 dans la même ville est un peintre et illustrateur français.

## Biographie
Après avoir fait son apprentissage aux Beaux-Arts de Paris dans l'atelier de Léon Cogniet, Félix Philippoteaux débute au Salon de 1833 et se spécialise dans la peinture d'histoire.
Il connaît la célébrité en peignant des panoramas en collaboration avec son fils Paul Philippoteaux, comme ceux du siège de Paris pendant la guerre franco-allemande, La Défense du Fort d'Issy en 1871, ou La Bataille de Gettysburg (1883), qui lui a attiré la reconnaissance aux États-Unis :

« Il a suffi toutefois d'un seul panorama pour faire revivre ce genre, alors sur le déclin, et il a presque à lui seul ranimé l'intérêt du public pour cette forme d'art pendant une nouvelle décennie […] cette création singulière a été à l'origine peinte en 1882-83 par les artistes français Henry Félix Philippoteaux et Paul Philippoteaux, un père et un fils faisant équipe […] en l'espace d'un an, un demi-million de personnes se sont succédé devant elle. »

Philippoteaux a également réalisé un grand nombre d'œuvres retraçant l'épopée napoléonienne, parmi lesquelles un portrait de l'empereur en uniforme et un ensemble de peintures représentant des victoires militaires françaises. Il a également peint des sujets orientalisants.
Félix Philippoteaux est nommé chevalier de l'ordre national de la Légion d'honneur en 1846,.
Certaines de ses œuvres sont exposées dans la galerie des Batailles du château de Versailles.
Il meurt le 8 novembre 1884 à Paris. Ses obsèques sont organisées à l'église Notre-Dame-des-Champs et il est enterré à Paris au cimetière du Montparnasse.

## Œuvres dans les collections publiques
France
- Châteaudun, musée des Beaux-Arts et d'Histoire Naturelle : Barricade tournée, Châteaudun (1870), 1883.
- La Malmaison, château de Malmaison : Arrivée des cendres de Napoléon à Courbevoie.
- La Rochelle, musée du Nouveau Monde : Les Émigrants, eau-forte d'Eugène Leguay d'après Henri Félix Emmanuel Philippoteaux[8].
- Paris :
  - musée de l'Armée : Bataille de Montebello.
  - musée Nissim-de-Camondo : Les Gentilshommes du duc d’Orléans dans l’habit de Saint-Cloud, 1839.
- Saint-Denis, musée d'Art et d'Histoire Paul Éluard : Derniers combats au Père-Lachaise, 1871.
- Versailles, musée de l'Histoire de France :
  - Bataille de Rivoli, 14 janvier 1797, 1844 ;
  - Défense de Mazagran.
- Vizille, musée de la Révolution française : Le Dernier banquet des Girondins, vers 1850.

Royaume-Uni
- Londres, Victoria and Albert Museum : Les Cuirassiers français chargent les carrés anglais.

Œuvres de Félix Philippoteaux
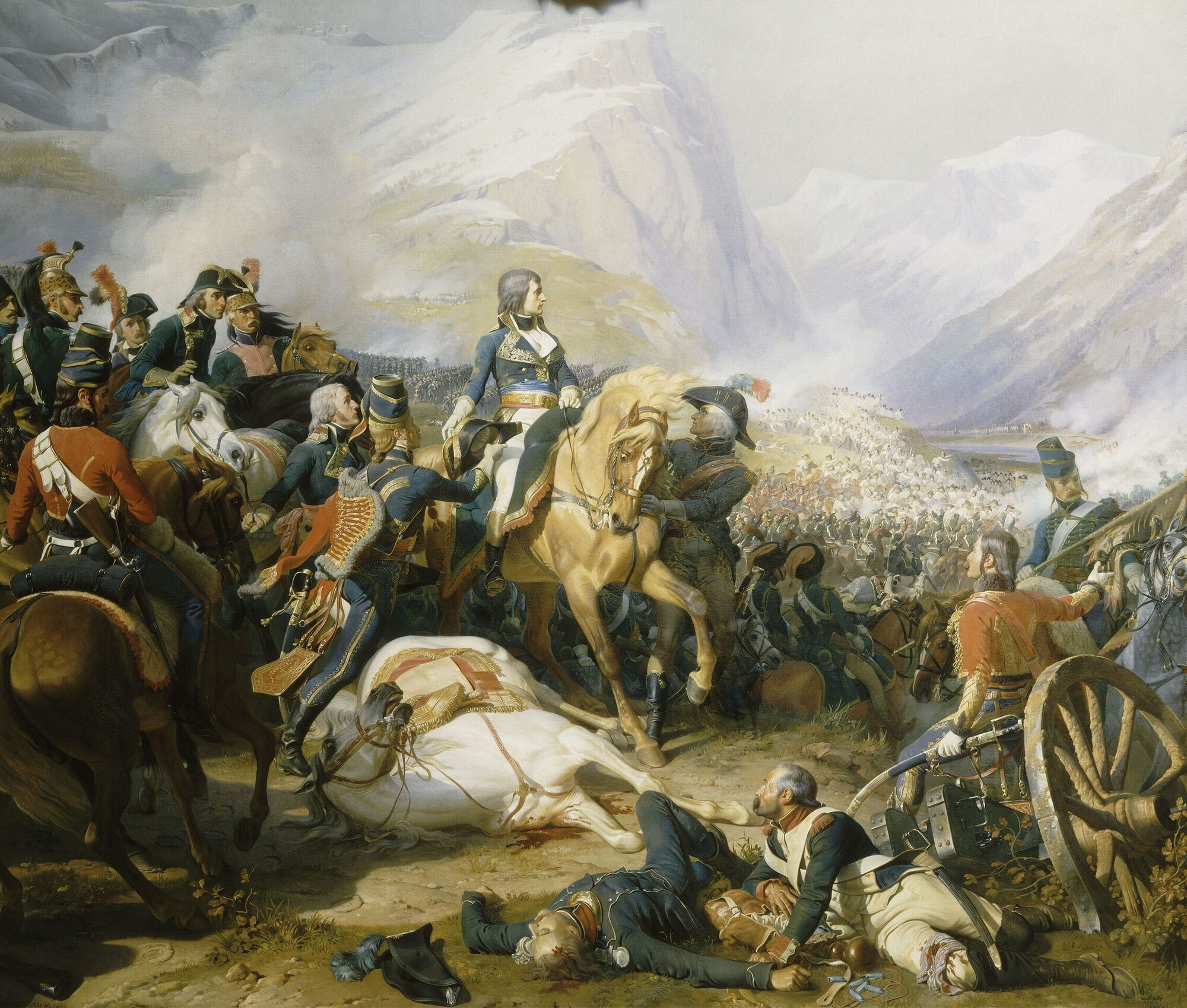
Bataille de Rivoli, 14 janvier 1797 (1844), Versailles, musée de l'Histoire de France.
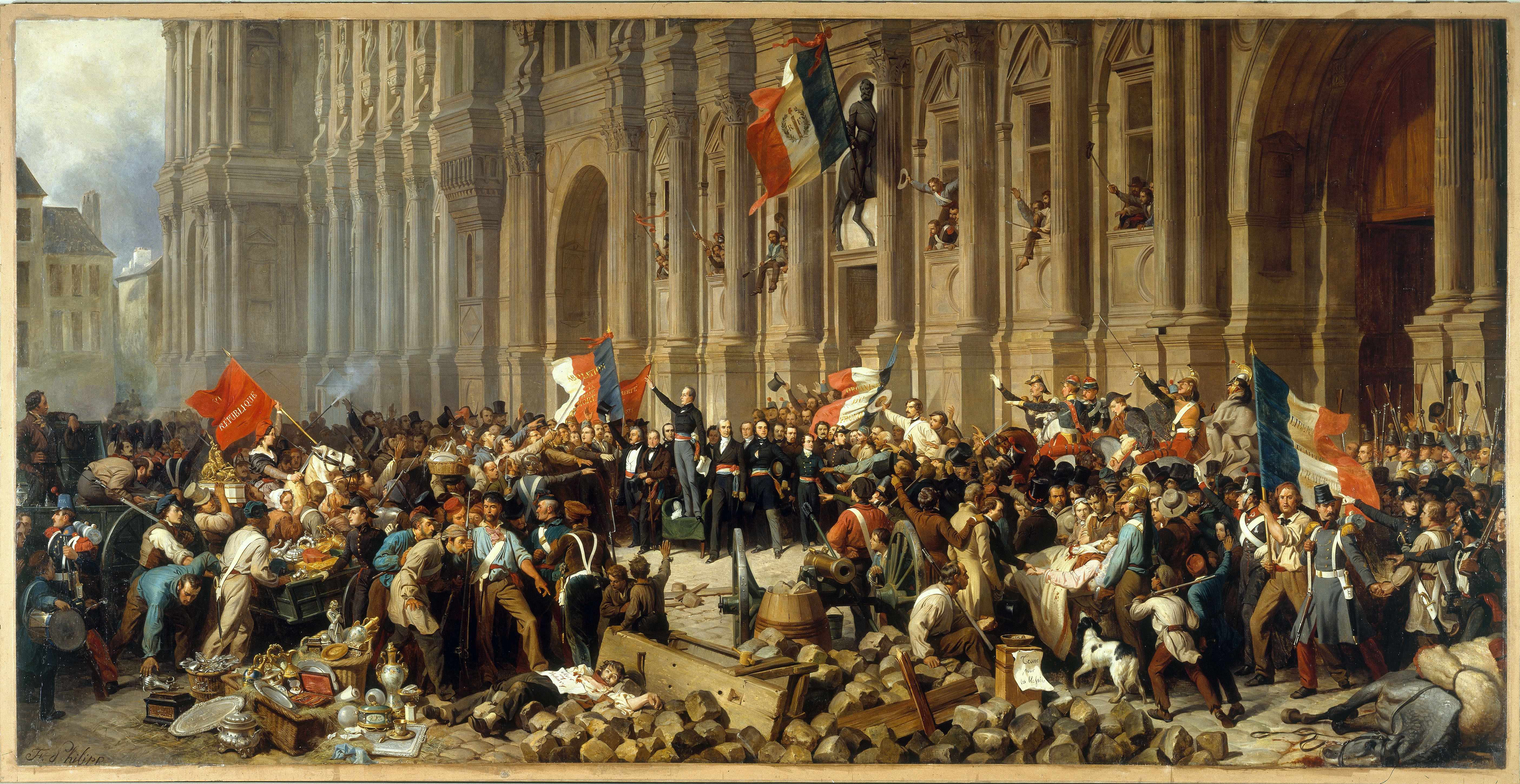
Lamartine devant l'hôtel de ville de Paris, le 25 février 1848 (vers 1848), Paris, Petit Palais.
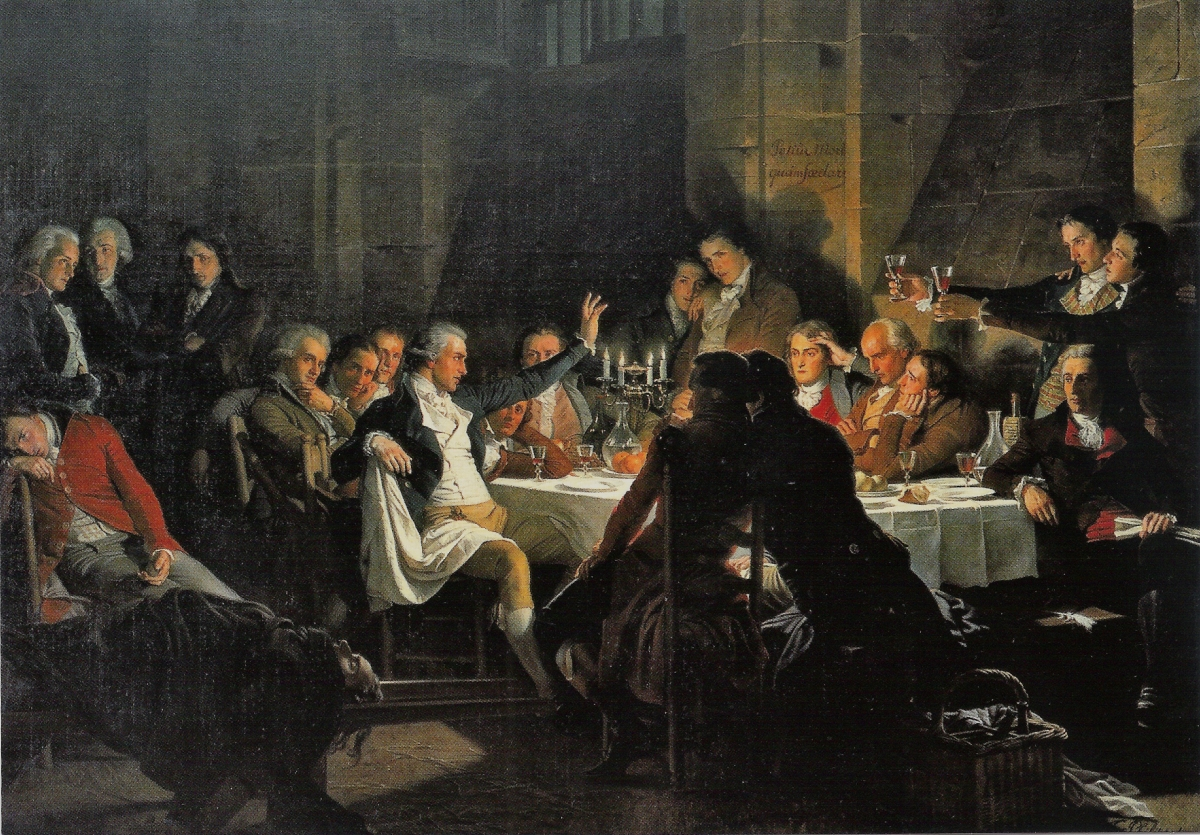
Le Dernier banquet des Girondins (vers 1850), Vizille, musée de la Révolution française.
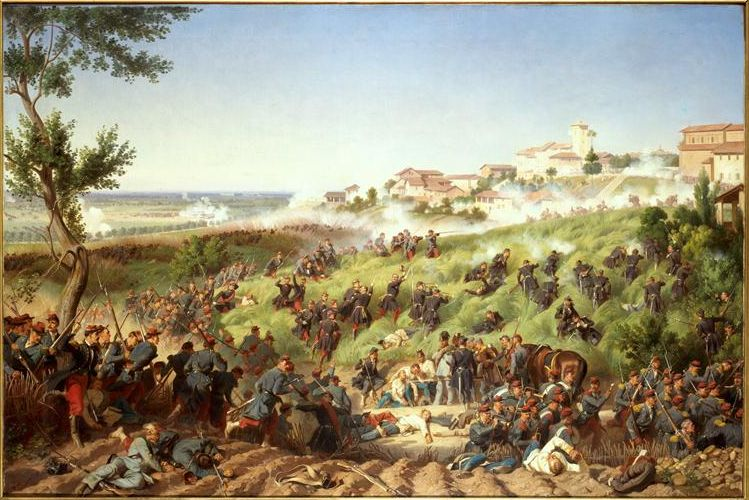
Bataille de Montebello (1859), Paris, musée de l'Armée.
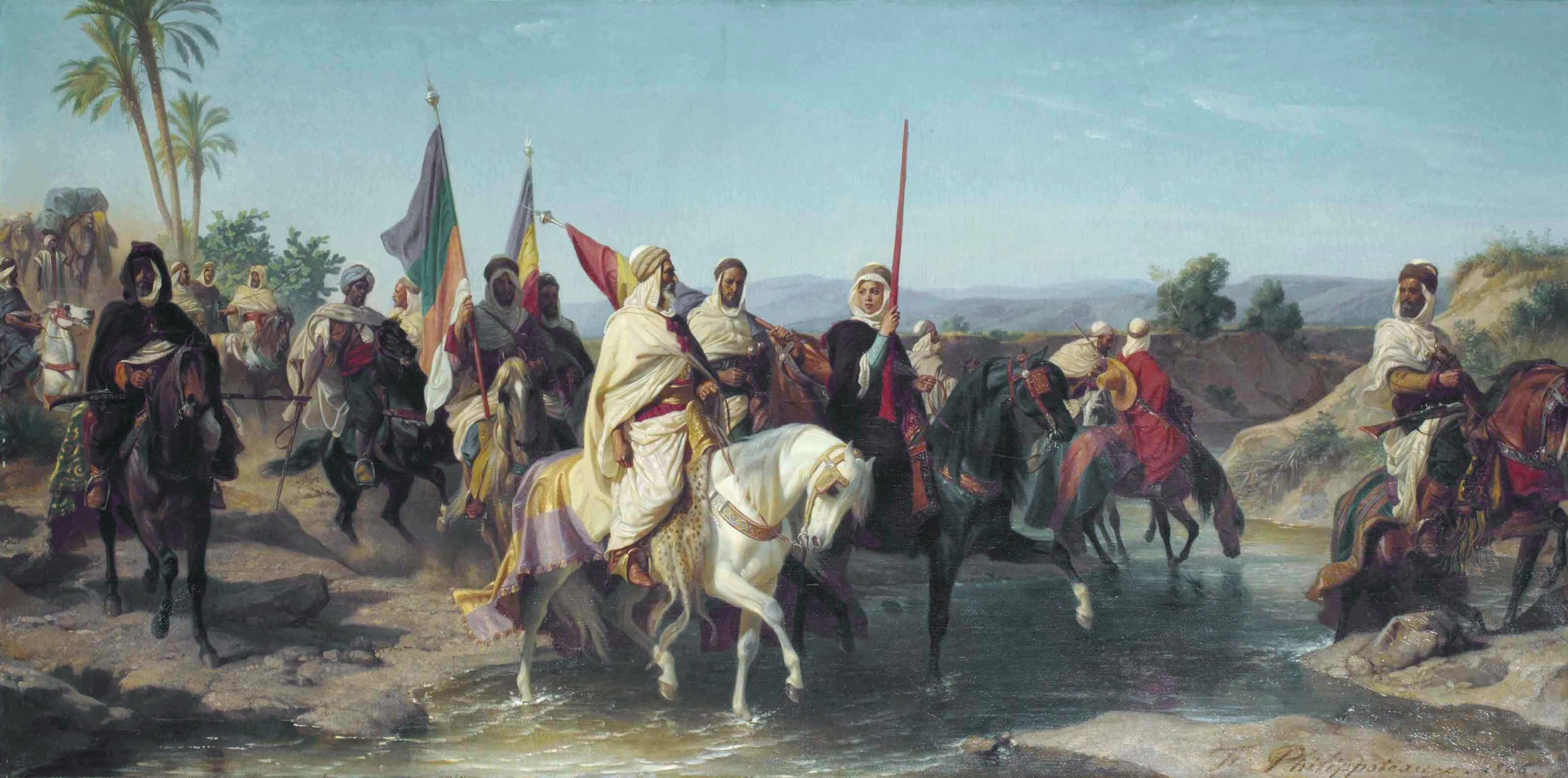
Portraits présumés du Chérif Boubaghla et de Lalla Fatma n'Soumer conduisant l'armée révolutionnaire (1866), Alger, palais d'El Mouradia.
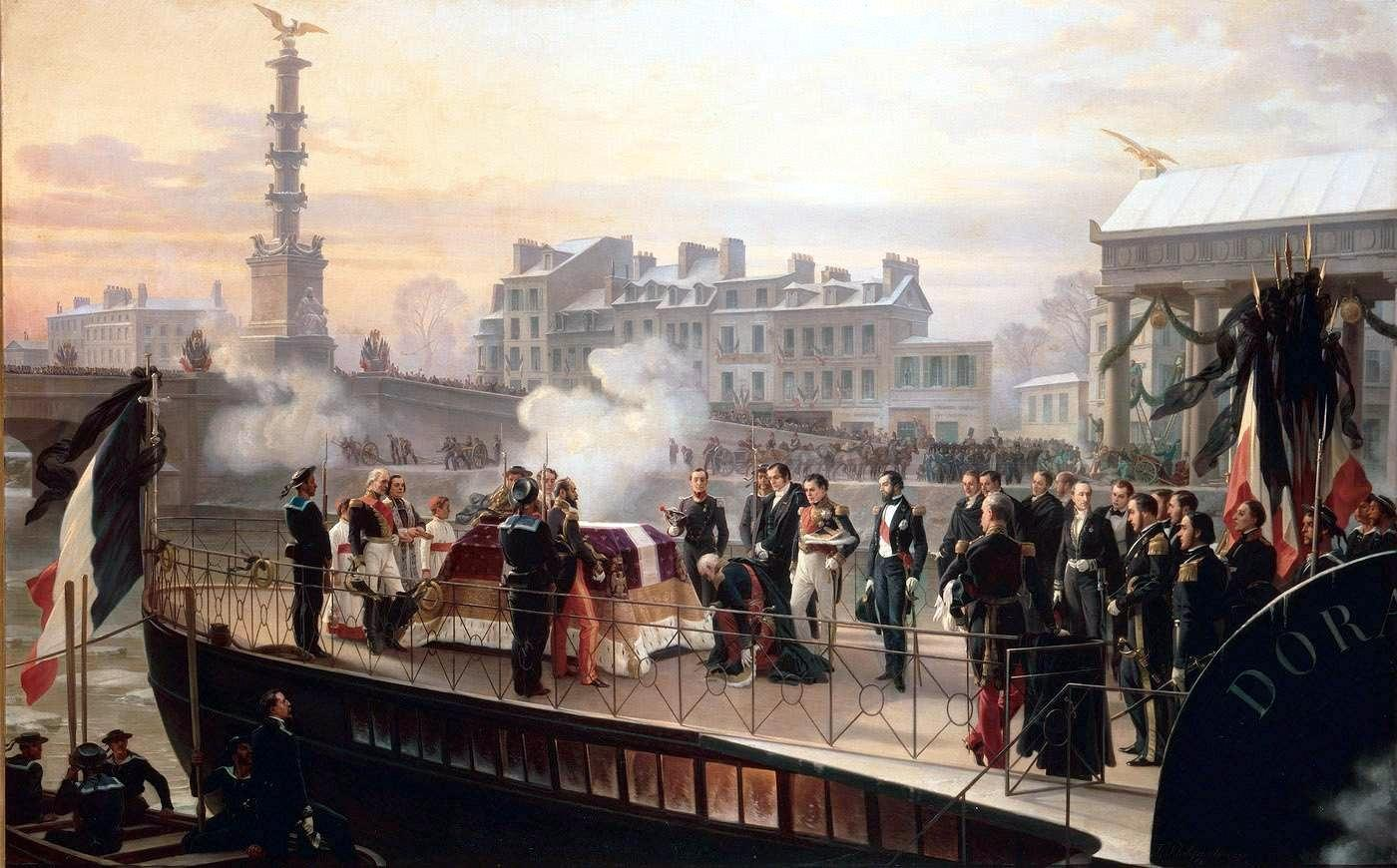
Arrivée des cendres de Napoléon à Courbevoie (1867), château de Malmaison.
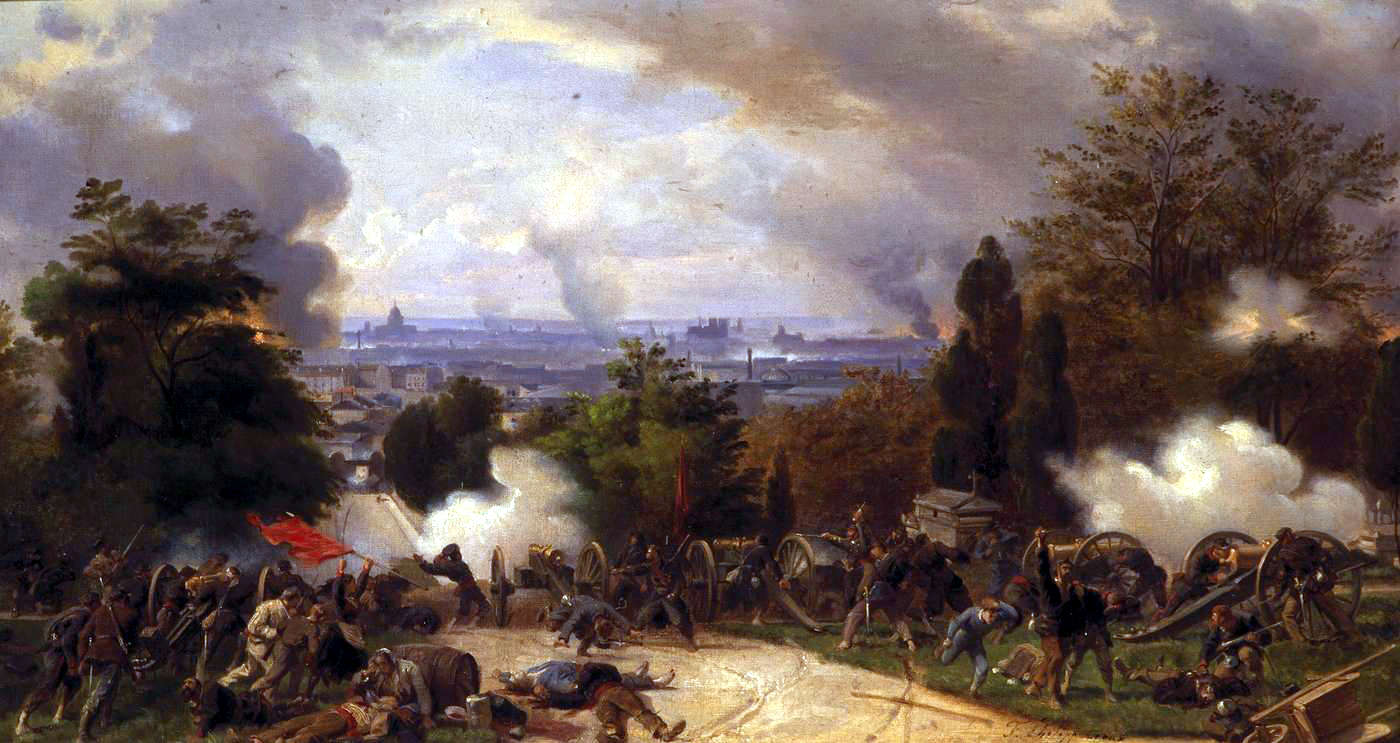
Derniers combats au Père-Lachaise (1871), musée d'Art et d'Histoire de Saint-Denis.
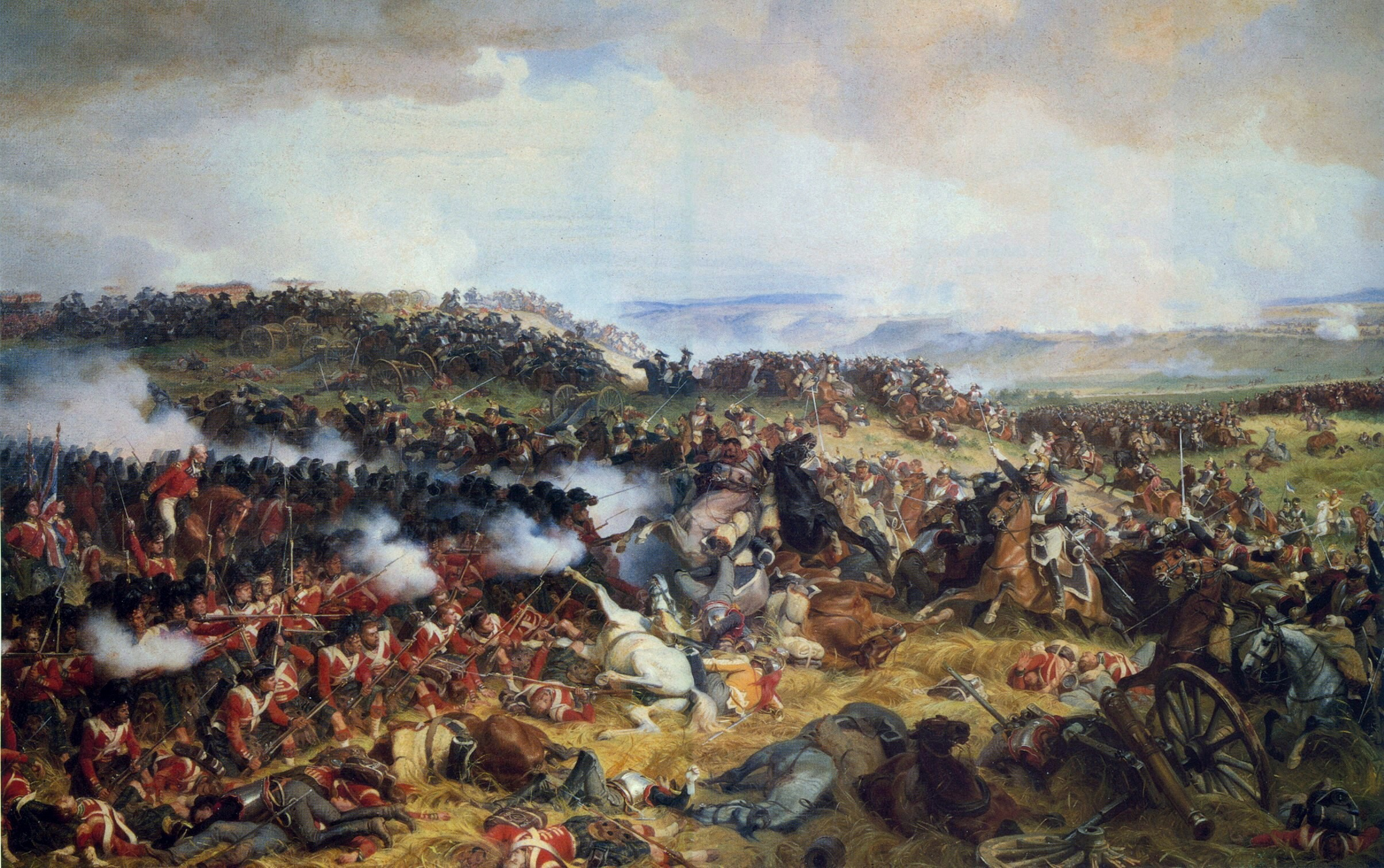
Les Cuirassiers français chargent les carrés anglais (1874), Londres, Victoria and Albert Museum.
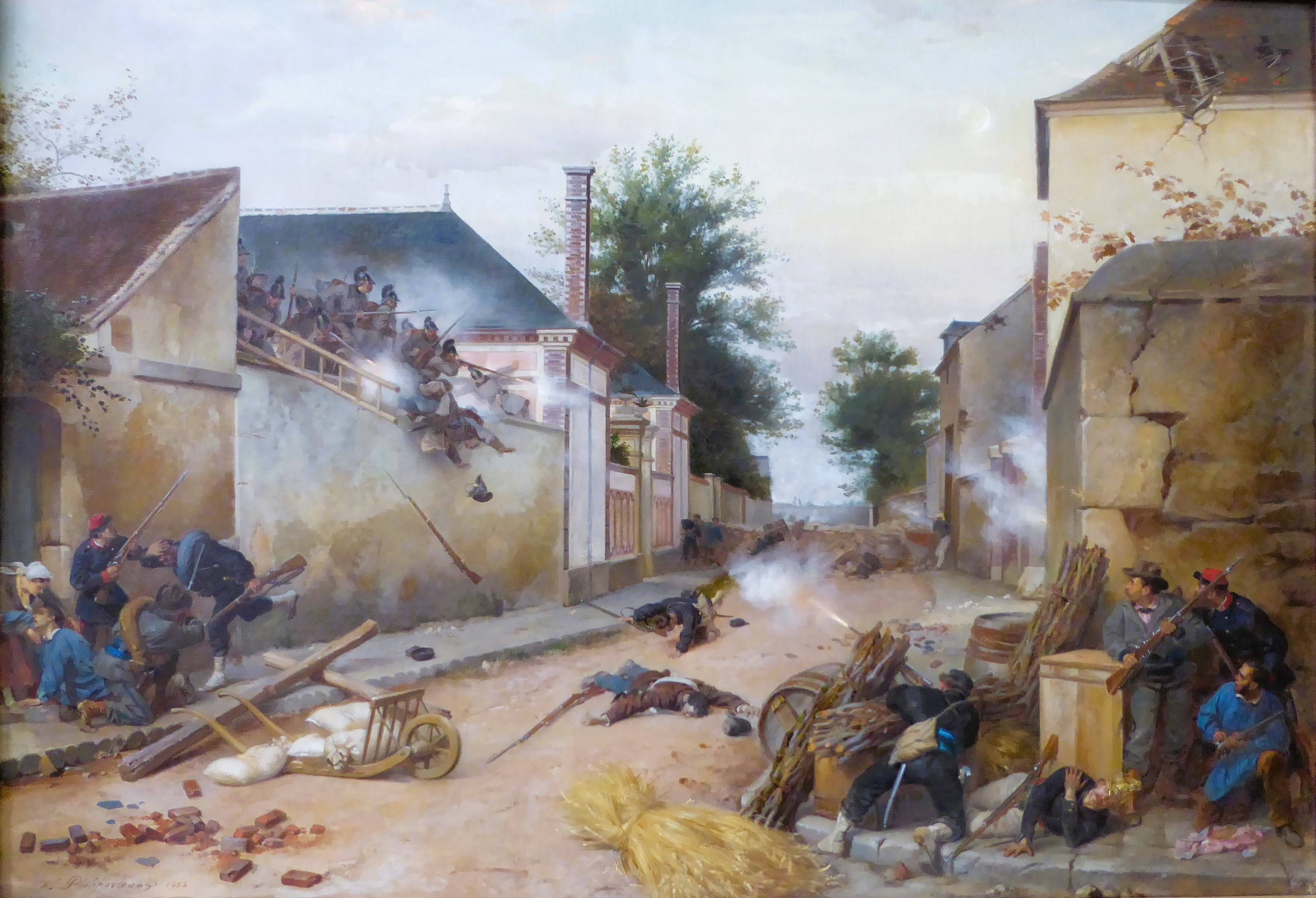
Barricade tournée Châteaudun (1870) , 1883, musée des Beaux-Arts et d'Histoire Naturelle de Châteaudun.
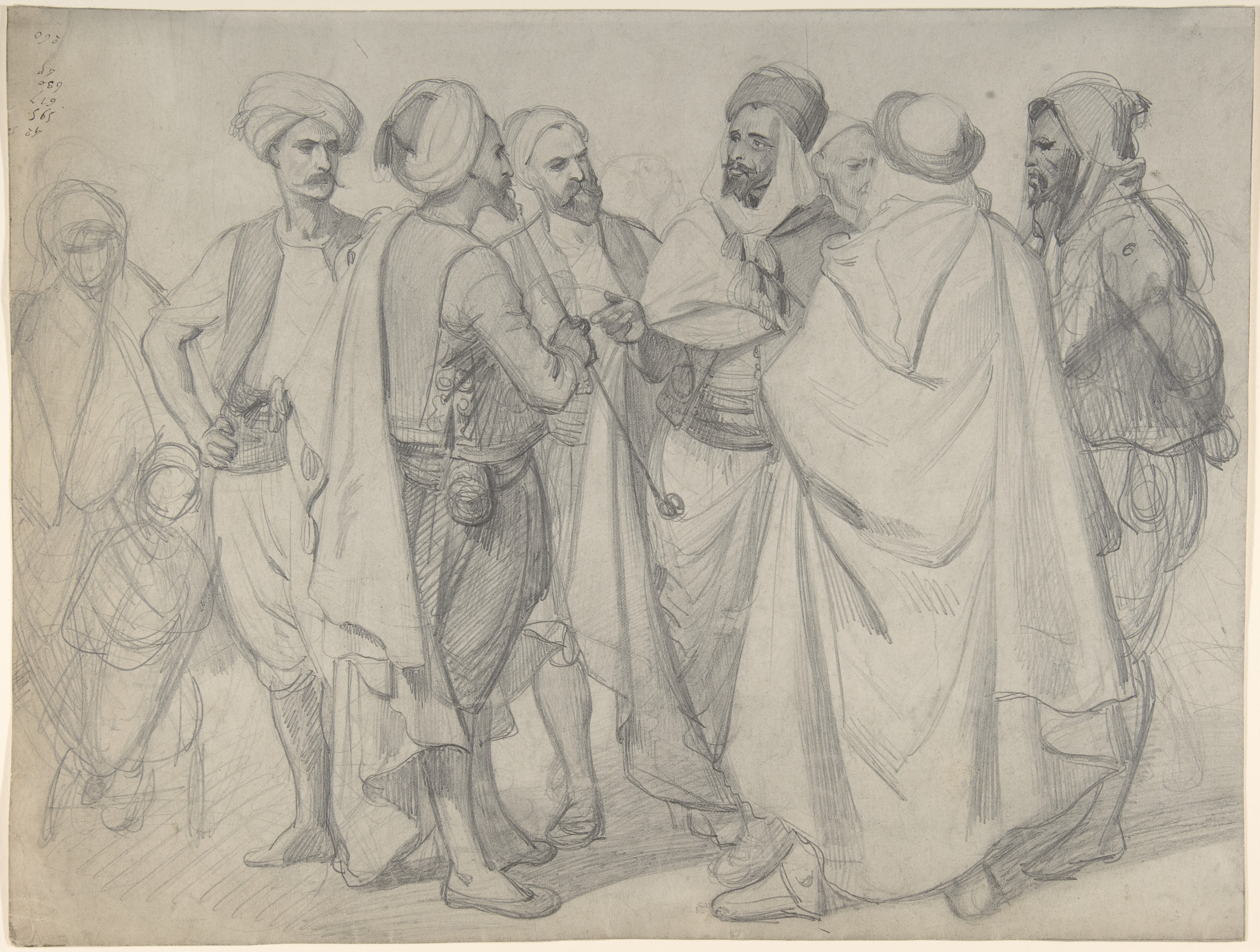
Étude pour Types de races algériennes, dessin, New York, Metropolitan Museum of Art.

## Élèves
- Paul Philippoteaux (1846-1923), son fils.